# Rebel (pel·lícula)
Rebel és una pel·lícula dramàtica del 2022 escrita i dirigida per Adil El Arbi i Bilall Fallah. La pel·lícula és protagonitzada per Aboubakr Bensaihi, Lubna Azabal, Amir El Arbi, Tara Abboud i Younes Bouab. Se centra en el retrat d'una família musulmana trencada pel futur del seu membre més jove. S'ha doblat i subtitulat al català.
La pel·lícula es va exhibir per primer cop al Festival de Canes de 2022 el 26 de maig de 2022 i es va estrenar a França el 31 d'agost de 2022 i a Bèlgica el 5 d'octubre a càrrec de BAC Films i Wild Bunch. A la 12a edició dels Premis Magritte, Rebel va rebre quatre nominacions, entre elles la de millor actor i millor actriu per Bensaihi i Azabal, respectivament.